# 贵州茅台集团
- 關於茅台酒类本身的表述，請見「茅台酒」。
- 關於茅台酒的生产商，請見「贵州茅台酒公司」。

贵州茅台集团，全称中国贵州茅台酒厂（集团）有限责任公司，是中华人民共和国的酿酒集团，总部位于黔北赤水河畔的茅台镇。地处东经 106°22′，北纬27°51′，海拔423米。截止2003年占地面积220万平方米，建筑面积94.78万平方米。厂区内包括公司办公大楼、茅台酒生产车间、酒库车间、包装车间等。
2019年12月，茅台集团入选2019中国品牌强国盛典榜样100品牌。
2022年7月12日，茅台集团将所持习酒公司的82%股权无偿划转贵州省人民政府国有资产监督管理委员会持有，并更名为“贵州习酒投资控股集团有限责任公司”，成为贵州省国资委的直属企业。自此茅台集团不再实际控制习酒。

## 爭議

### 超市售卖假茅台事件
2012年6月29日，北京一位孙姓市民在华润万家超市购买了7瓶53度飞天茅台，后发现7瓶酒的包装都不一样，怀疑买到了假酒。孙姓市民将其中一瓶茅台酒送至国家食品质量监督检验中心检测，结果显示送检的酒不是茅台酒。检测后，北京市西城区长安街工商所将剩余6瓶酒送至茅台酒厂检验，鉴定显示均为假货。2015年3月13日，孙姓市民将华润万家超市起诉至法院，要求退款并赔十倍损失。华润万家被判赔款后提起上诉，但法院审理认为，华润万家销售的涉案茅台酒不符合食品安全标准，但超市无法提供证据证明其所供涉案酒水来源，最终认定超市对销售假茅台酒的行为是明知，驳回上诉，维持原判。

### 奖项涉嫌造假
2015年3月17日，媒体报道称茅台酒所获得的“巴拿马万国博览会金奖”涉嫌造假。
博覽會一等獎大獎章只有山西省高粱汾酒，山東張裕釀酒公司及河南省與直隸省高粱與其他農產各得一枚，代表貴州公署酒出賽的貴州茅台僅得五等獎銀牌獎章，排名甚至在四等獎的東莞棉酒之下。

### “国酒茅台”商标注册争议
2001年开始，贵州茅台开始提交“国酒茅台”商标的注册申请，之后在2012年7月通过初审。同年8月，汾酒、杜康等多家白酒企业表示反对，并向商标局提交95份异议文件。2016年12月26日，国家工商总局商标局下发决定，称“国酒茅台”商标不予注册，原因是“国酒”一词带有“国内最好的酒”、“国家级酒”的评价性含义，若由被异议人永久性地独占使用，容易对公平的市场竞争秩序产生负面影响。另外，“国酒茅台”商标也违反了《商标法》“不得注册禁止含有国家名称、国旗、国徽、军旗、勋章相同或者近似的商标”的规定，同时也违反了2015年修订的《中华人民共和国广告法》中不利于“国酒茅台”商标申请的规定“广告中不得使用‘国家级’、‘最高级’、‘最佳’等用语”，这也意味着“国酒茅台”这类宣传今后将不允许再出现。但对于全国各地成立的“××国酒茅台销售有限公司”，则可以继续使用。2018年8月，贵州茅台在其官网发表声明称，决定放弃“国酒茅台”商标注册申请。之后贵州茅台于2019年6月30日停用“国酒茅台”商标，茅台酒厂大门上的“国酒”字样被拆下，贵州茅台宣传语中也不再提及“国酒”，其官网及线上店铺等均已完成更名。
此外，贵州茅台还在2002年申请注册“茅台国宴”商标，后原国家工商行政管理总局商标评审委员会（现国家知识产权局商标评审委员会）决定对该商标不予核准注册，贵州茅台不服，将商评委起诉至北京知识产权法院。2019年9月，北京知识产权法院一审不予支持贵州茅台的起诉。

### 暴利问题
2018年1月，贵州仁怀地区一位农民写信给茅台公司高层，质疑茅台收购高粱价格7年没涨，一公斤7.2元的价格和现在茅台1000多元的价格相比，粮农种10亩高粱都挣不到1瓶茅台钱，茅台自此陷入暴利风波。对此，茅台方面反驳了“压制农民”的不实传闻，并表示茅台收购的有机高粱远高于市场价，而且今年的收购价将提至8.2元/公斤。

## 历史沿革
- 1951年，国家赎买成义烧房，正式成立“贵州省专卖事业公司仁怀县茅台酒厂”。
- 1952年，仁怀县财委会将没收的荣和烧房划拨给茅台酒厂，茅台酒厂由贵州省专卖事业管理局领导，厂名更为“贵州省专卖事业管理局仁怀茅台酒厂”。
- 1953年，茅台酒厂划为贵州省直企业，由省工业厅领导，厂名更为“贵州省人民政府工业厅茅台酒厂”。
- 1954年，更名为“地方国营茅台酒厂”。
- 1955年，更名为“贵州省茅台酒厂”。
- 1986年，更名为“中国贵州茅台酒厂”。
- 1996年，改制为国有独资公司，并更名为“中国贵州茅台酒厂（集团）有限责任公司[14]。

## 早期投资
1953年，地方食品工业部投资10亿元（旧币）。1954年，国家投资8万元。1955年，国家投资7.3万元。1956年，国家投资1.5万元。1957年，国家投资130万元。1958年，国家投资15.7万元。1959年，国家投资120万元。1960年，国家投资67.1万元。

## 工艺与包装变更
- 1965年，确立了贵州茅台酒三种典型体（酱香、醇甜、窖底）的划分。
- 1966年，内外销陶瓷瓶一律改用为乳白玻璃瓶，瓶盖改用红色塑料螺旋盖。
- 1968年，改地窖烧煤烤酒为锅炉蒸汽烤酒。
- 1989年，全面恢复人工踩曲。
- 2007年，茅台酒RFID技术防伪项目正式启动，每瓶真茅台酒将获得唯一“身份证”[14]。

## 集团成员

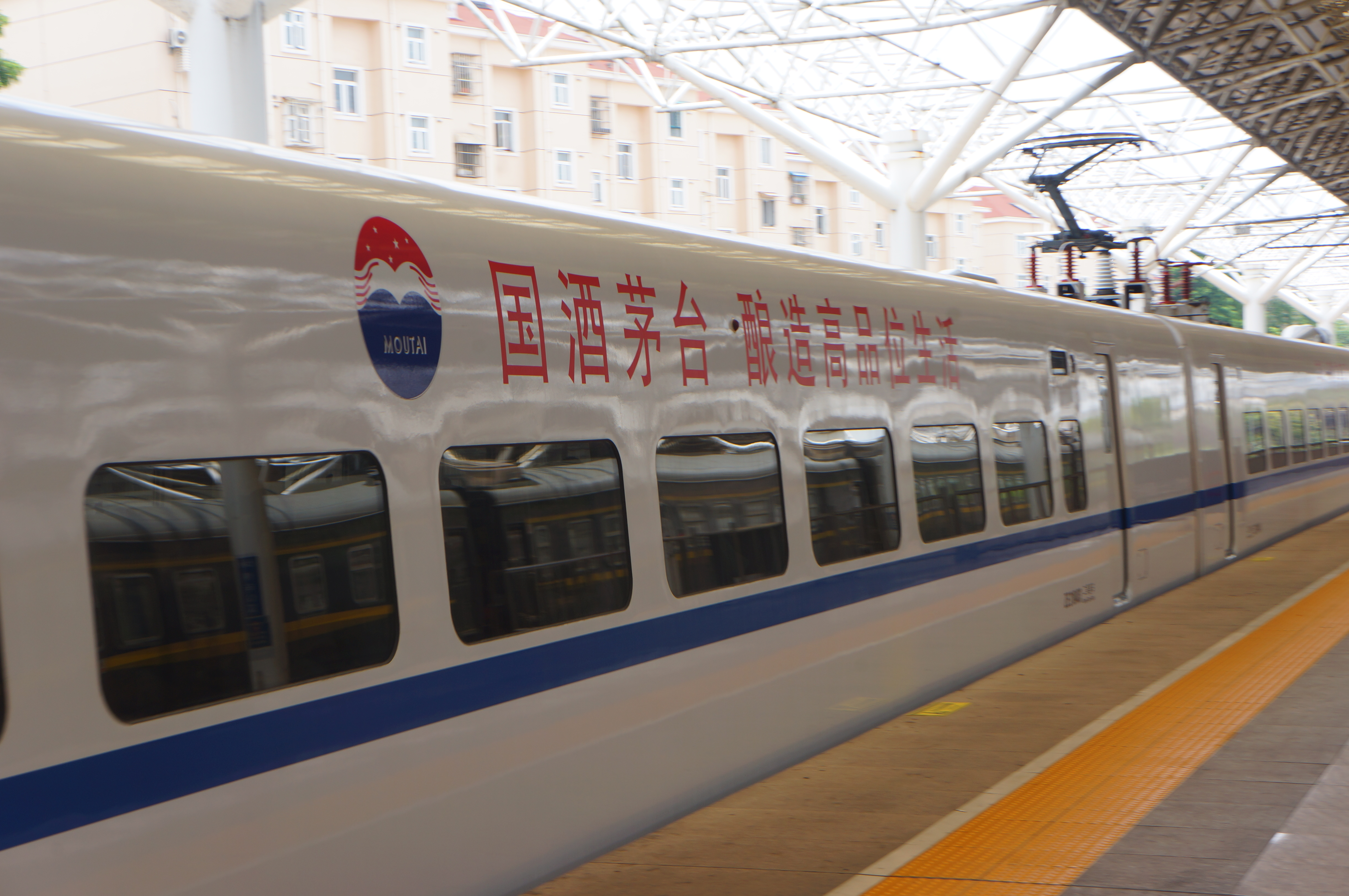
茅台集团在和谐号CRH2A型上的广告

### 子公司
- 贵州茅台酒股份有限公司
- 贵州茅台酒厂集团保健酒业有限公司
- 贵州茅台酒厂（集团）昌黎葡萄酒业有限公司
- 贵州茅台集团营销有限公司
- 贵州茅台酒厂（集团）物流有限责任公司
- 贵州茅台酒厂集团技术开发公司
- 贵州茅台酒厂集团对外投资合作管理有限责任公司
- 贵州茅台酒厂（集团）置业投资发展有限公司
- 贵州遵义茅台机场有限责任公司
- 中国贵州茅台酒厂（集团）文化旅游有限责任公司
- 贵州茅台酒厂（集团）循环经济产业投资开发有限公司
- 贵州茅台（集团）电子商务股份有限公司
- 贵州茅台（集团）进出口有限责任公司
- 贵州茅台（集团）生态农业发展有限公司
- 茅台建信投资基金理有限公司
- 贵州茅台酒厂（集团）酒店经营管理有限公司
- 茅台（上海）融资租赁有限公司
- 贵州茅台酒厂（集团）财务有限公司
- 遵义市产业投资股份有限公司
- 茅台集团健康产业有限公司
- 海马酒庄简化股份有限公司
- 珠海经济特区龙师瓶盖有限公司
- 茅台学院
- 北京茅台贸易公司
- 中国贵州茅台酒厂（集团）有限责任公司北京分公司
- 中国贵州茅台酒厂（集团）有限责任公司贵阳分公司
- 中国贵州茅台酒厂（集团）有限责任公司遵义迎宾馆（分公司）
- 中国贵州茅台酒厂贸易（香港）有限公司[15]
- 贵州茅台声影
- 贵州茅台集团党建网[16]

### 办事处
- 北京办事处
- 贵阳办事处
- 深圳办事处
- 上海办事处

### 组织机构
贵州茅台集团有董事会、党委会、监事会。
党委会由党委书记领导，下设纪委、党委办公室、党委组织部、党委宣传部、武装部、公司工会、公司团委、融媒体中心。

## 大事记
- 1997年，中国贵州茅台酒厂集团、中国贵州茅台酒厂（集团）有限责任公司在贵阳举行授牌仪式。茅台集团公司在北京人民大会堂召开新闻发布会，从1998年1月1日起，茅台酒将正式启用3M防伪标识。
- 1998年，为纪念周恩来诞辰100周年，茅台集团公司为周恩来总理铜像举行揭幕仪式。中国贵州茅台酒厂（集团）有限责任公司技术中心成立。中国贵州茅台酒厂（集团）习酒有限责任公司成立。
- 1999年，贵州茅台酒股份有限公司成立。中国贵州茅台酒厂（集团）遵义啤酒有限责任公司成立。茅台中国酒文化城获上海大世界基尼斯“世界之最”。
- 2000年，企业更名为“中国贵州茅台酒厂有限责任公司”。茅台集团荣膺“2000年全国质量管理先进企业”。
- 2001年，茅台集团公司推出“年份酒”，在出厂的茅台酒商标显著位置注明出厂日期。贵州茅台股票在上海证券交易所成功发行，募集资金20亿。
- 2002年，中国贵州茅台酒厂（集团）昌黎葡萄酒业有限责任公司成立。贵州茅台酒股份有限公司获“2002年全国质量管理先进企业”称号。
- 2003年，载有茅台酒酿造原料高粱、小麦和曲药的神舟五号飞船升空并成功返回。
- 2004年，茅台集团公司将重阳节定为“茅台酒节”。贵州茅台酒载入高等院校教材《中国传统文化概况》。茅台集团面向社会设立“贵州茅台自然科学研究基金”。
- 2005年，贵州茅台酒获准使用纯粮固态发酵白酒标志。黄帝陵民祭大典在陕西黄陵举行，茅台酒为主祭祀唯一用酒。茅台酒获巴拿马万国博览会金奖暨世界名酒90周年纪念大会在北京人民大会堂举行。
- 2006年，丙戌年“茅台酒酿制技艺”入选国家级首批“非物质文化遗产代表作”名录。
- 2007年，茅台酒RFID技术防伪项目正式启动，每瓶真茅台酒将获得唯一“身份证。
- 2008年，茅台集团公司向汶川地震灾区总捐款3,670万元。茅台酒传统酿造技艺被国家推荐申报联合国教科文组织“人类口头与非物质遗产代表作”。
- 2009年，茅台集团成为中国2010年上海世博会白酒行业高级赞助商，贵州茅台酒成为上海世博会唯一指定白酒。贵州茅台上榜“国家名片”。

因在脱贫攻坚战中作出突出贡献，2021年2月25日全国脱贫攻坚总结表彰大会上，贵州茅台集团被授予“全国脱贫攻坚先进集体”。

## 历任领导
| 在任                | 姓名   | 职务           |
| ------------------- | ------ | -------------- |
| 1950年7月-          | 张兴忠 | 厂长           |
| 1977-               | 周高廉 | 党委书记、厂长 |
| 1981-               | 邹开良 | 厂长           |
| 1983- 1991-         | 季克良 | 厂长           |
| 2000年-2018年5月    | 袁仁国 | 董事长         |
| 2018年5月-2020年3月 | 李保芳 | 董事长         |
| 2020年3月-2021年9月 | 高卫东 | 董事长         |
| 2021年9月-          | 丁雄军 | 董事长         |

| 在任                 | 姓名   | 职务             |
| 2011年10月-2015年8月 | 刘自力 | 副董事长、总经理 |
| 2015年8月-2019年7月  | 李保芳 | 副董事长、总经理 |
| 2019年7月-           | 李静仁 | 副董事长、总经理 |